# Ricoh 2A03

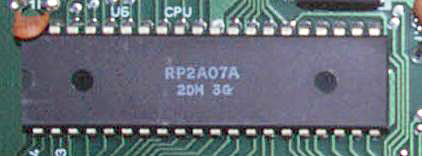
Procesor Ricoh RP2A07

Ricoh 2A03 - 8-bitowy mikroprocesor firmy Ricoh, użyty w konsolach Nintendo Entertainment System.
Dokładne oznaczenia układu to 2A03 lub RP2A03 (wersja NTSC) oraz Ricoh 2A07 lub RP2A07 (wersja PAL). Procesor posiadał jądro modelu MOS 6502 z 22 rejestrami wejścia/wyjścia dostępnych poprzez mechanizm adresowania pamięci. Owe rejestry służyły do kontrolowania programowalnego generatora dźwięku, prostego kanału DMA oraz kontrolera gier.